# Rete Adriatica

Personenwagen 1. Klasse, gebaut 1885 von der Schweizerischen Industrie-Gesellschaft.

Rete Adriatica (RA; deutsch Adriatisches Netz) war die Bezeichnung eines der drei seinerzeitigen großen Eisenbahnnetze Italiens, das von der Società Italiana per le strade ferrate meridionali (SFM) betrieben wurde. Es umfasste seinerzeit den größten Teil Italiens von Norditalien bis Apulien und Kalabrien, wo es das Einzugsgebiet des Rete Mediterranea („Mediterranes Netz“) berührte. Gemäß dem Jahrbuch des Ministeriums für Landwirtschaft, Industrie und Handel umfasste die Rete Adriatica im Jahre 1896 5602 Kilometer Strecken. Am 31. März 1897 war die RA im Besitz von 1111 Dampflokomotiven, 3158 Personenwagen, 665 Gepäckwagen und 20 532 Güterwagen. Das Verwaltungszentrum hatte seinen Sitz in Florenz. Ab 1901 experimentierte die RA mit vier Akkutriebwagen.
Vor 1885 waren Güterwagen der Muttergesellschaft SFM grau gestrichen und trugen eine weiße Beschriftung. Als Eigentumskennzeichen trugen sie das Kürzel „S.F.M“. Ab 1885 wurden die Wagen nur nach und nach neu lackiert und bekamen als neues Eigentumsmerkmal das Kürzel „R.A“. Die nur allmählich erfolgende Einführung sorgte dafür, dass es um 1895 immer noch zahlreiche Fahrzeuge in der alten Lackierung und Beschriftung gab.
Die Rete Adriatica bestand von 1885 bis 1905 und wurde in diesem Jahr per gesetzlichem Dekret zusammen mit den anderen Staatsnetzen in die Ferrovie dello Stato überführt. 